# Niamana
Niamana es una ciudad y comuna del círculo de Nara, región de Kulikoró, Malí. Su población era de 28.166 habitantes en 2009.